# Kunreuth
Kunreuth er en kommune i Landkreis Forchheim i Regierungsbezirk Oberfranken i den tyske delstat Bayern. Den er en del af Verwaltungsgemeinschaft Gosberg. I landsbyen ligger Schloss Kunreuth.

## Geografi
Kunreuth består af landsbyerne Ermreus, Kunreuth, Regensberg. I Regensberg ligger bebyggelsen Weingarts og Borgruinen Regensberg.
Nabokommuner er (med uret fra nord):
 Leutenbach, Gräfenberg, Igensdorf, Hetzles, Effeltrich, Pinzberg.